# Bolívar (Cochabamba)
Bolívar é uma localidade situada no Departamento de Cochabamba, na Bolívia. Está a uma distância de cerca 120 km de Cochabamba, ainda mais, sendo a capital da província Bolívar. Encontra-se a uma altura de 3.735 metros acima do nível do mar.
Coordenadas: 17° 58' 02" S 66° 32' 20" O